# 아라야역 (아키타현)
아라야역(일본어: 新屋駅)은 일본 아키타현 아키타시에 위치한 동일본 여객철도 우에쓰 본선의 철도역이다. 섬식 승강장 1면 2선의 구조를 갖춘 지상역이다.

## 타는 곳
| 1 | ■ 우에쓰 본선 | 하행 | 아키타 방면            |
| 2 | ■ 우에쓰 본선 | 상행 | 우고혼조 · 사카타 방면 |
| 2 | ■ 우에쓰 본선 | 하행 | 아키타 방면 (일부)     |

## 이용 현황
| 연도     | 1일 평균 | 연도     | 1일 평균 |
| 2000년도 | 1,092    | 2008년도 | 971      |
| 2001년도 | 1,050    | 2009년도 | 925      |
| 2002년도 | 1,033    | 2010년도 | 938      |
| 2003년도 | 1,002    | 2011년도 | 952      |
| 2004년도 | 967      | 2012년도 | 936      |
| 2005년도 | 1,008    | 2013년도 | 956      |
| 2006년도 | 1,021    | 2014년도 | 981      |
| 2007년도 | 1,022    |          |          |
| -------- | -------- | -------- | -------- |

## 역 주변
- 아키타 서부 시민 서비스 센터
- 아키타 은행 · 호쿠토 은행 아라야 지점
- 아키타 공립 미술 대학
- 아키타 시립 아라야 도서관
- 아키타 시 서부 공업단지
- 아키타 시 오모리야마 동물원
- NHK 아키타 방송국
- 아키타 아사히 방송
- 아키타 TV
- FM 아키타
- 아키타 방송

## 인접 역
| 동일본 여객철도 우에쓰 본선 | 동일본 여객철도 우에쓰 본선 | 동일본 여객철도 우에쓰 본선 |
| --------------------------- | --------------------------- | --------------------------- |
| 가쓰라네 니쓰 방면          | ■ 우에쓰 본선               | 우고우시지마 아키타 방면    |